# Germanisierung

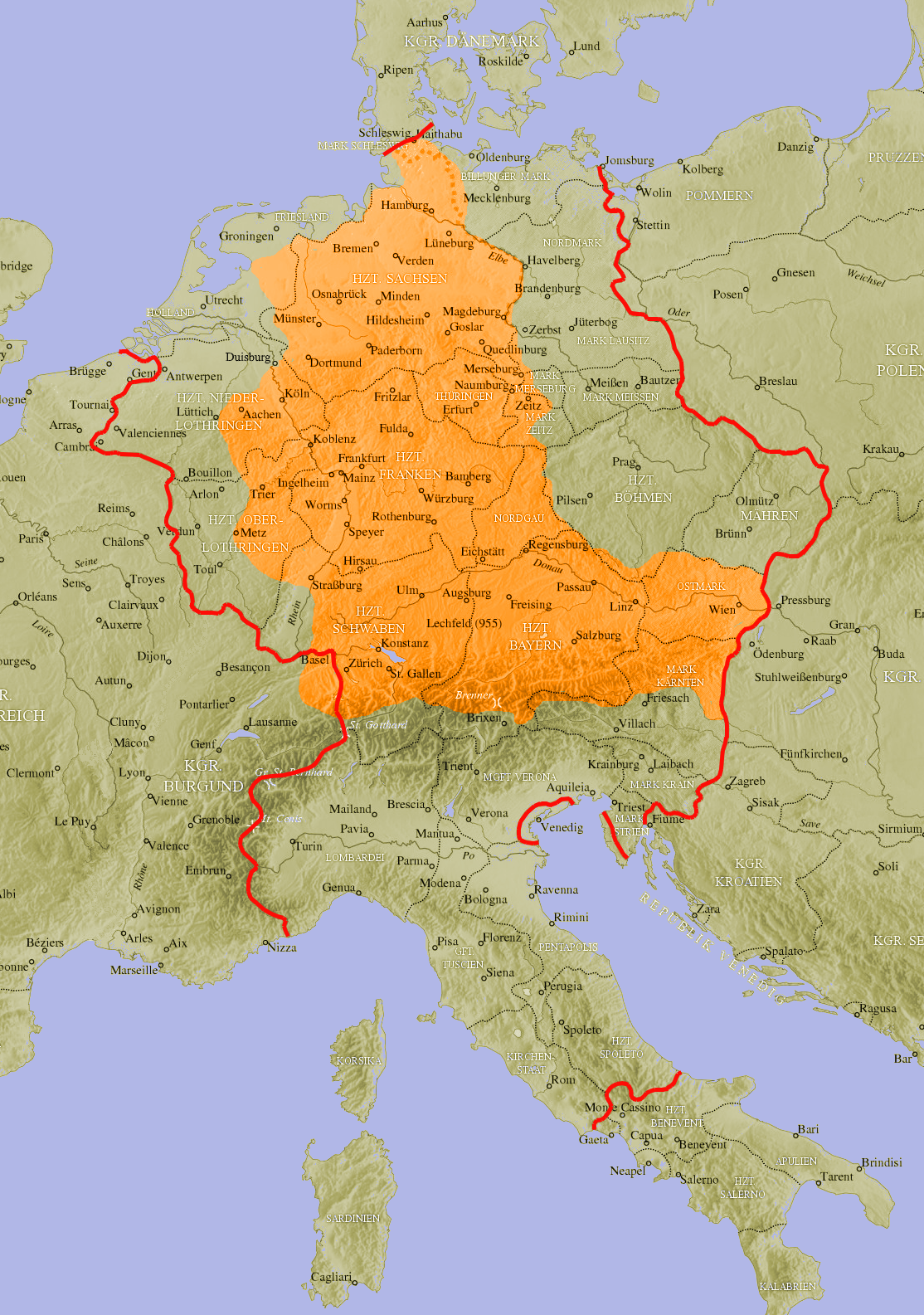
Das althochdeutsche und altsächsischen Sprachgebiet im Heiligen Römischen Reich um 962

Der Begriff Germanisierung bezeichnet die weitere Verbreitung eines germanischen Volkes sowie seiner Kultur und Sprache. Das kann gewaltsam oder friedlich geschehen. Gemeint ist auch die damit oft verbundene Überformung oder Verdrängung anderer Kulturen und Sprachen bzw. der entsprechenden Menschen.
Im linguistischen Kontext bedeutet Germanisierung von Wörtern eine Angleichung an die deutsche Sprache (Eindeutschung).

## Variierende Bedeutung des Begriffes
Der Begriff Germanisierung wird für die Antike, die Völkerwanderungszeit und das Frühmittelalter vor der deutschen Reichsbildung bezogen auf alle germanischen Völker gebraucht. Für Teile des Mittelalters in Mittel- und Osteuropa sowie in der Neuzeit wird der Begriff vorwiegend für die entsprechende Ausbreitung des deutschen Volks und seiner Vorläufervölker verwendet.
Die genaue Bedeutung dieses Begriffs kann auch in weiterer Hinsicht variieren. So kann Germanisierung die Ausbreitung einer germanischen Kultur ohne erhebliche Migration von Menschen bezeichnen. Germanisierung bezeichnet aber auch die Verdrängung anderer Völker aus ihrem Siedlungsraum oder deren Überformung via Majorisierung durch hinzukommende Bevölkerung mit germanischen Sprachen und Kulturen.

## Geschichte

### Römisches Reich
In Bezug auf die römische Armee wird Germanisierung für das kaiserzeitliche und vor allem spätantike Römische Reich diskutiert. Diese Germanisierung des Heeres führte, vermittelt über die Inhaber der hohen Militärposten, insbesondere des magister militum, die sich aus dem Heer rekrutierten, auch zu einer Übernahme mächtiger Positionen in Militär und Politik durch Germanen (siehe auch Magister militum#Der „Militäradel“). Gleichzeitig wurde insbesondere das Westreich im Zusammenhang mit der Völkerwanderung auch konkret von germanischen Stämmen nicht nur bedroht, sondern auch besiedelt. Häufig akzeptierten die Römer die germanischen Völker als Foederaten und wiesen ihnen Siedlungsgebiete innerhalb der römischen Reichsgrenzen zu.

### Völkerwanderungszeit
Nach Abzug der römischen Truppen aus Britannien blieb die teilweise romanisierte keltische Bevölkerung schutzlos zurück. Die germanischen Völker der Angeln, Sachsen und Jüten eroberten daraufhin in einem viele Jahrzehnte dauernden Prozess und extrem blutigen Auseinandersetzungen England. Die Erinnerung an die Abwehrschlachten der Kelten hat sich in der Artuslegende erhalten. Teile von Wales, des Cornwalls, und der heute schottischen Gebiete mit ihren skotischen und piktischen Einwohnern dagegen widerstanden dem Ansturm. In der Folgezeit kam es in der Wende der Spätantike zum Frühmittelalter zu einer allmählichen Germanisierung der ehemals keltischen Bevölkerung. Die Eroberung Englands 1066 durch die romanisierten germanischen Normannen fügte der Germanisierung Englands eine teilweise Romanisierung hinzu.

### Mittelalter und Neuzeit
Von den Historikern des 19. und frühen 20. Jahrhunderts wurde der Begriff Germanisierung vorwiegend für die Besiedlung autochthon slawischer Gebiete wie Mecklenburg, Brandenburg, Pommern, Sachsen, Schlesien, Großpolen und Westpreußen, baltischer Gebiete wie z. B. der Pruzzen in Ostpreußen, sowie magyarischer und rumänischer Gebiete in Ungarn verwendet. Teilweise ging der Germanisierung die Christianisierung voran oder nebenher. Es handelte sich jedoch nicht um eine einseitige „Germanisierung“, weil der hochmittelalterliche Landesausbau in der Germania Slavica („Ostkolonisation“) unter Einbeziehung der slawischen Bevölkerung geschah, wobei gemeinsam völlig neue Siedlungsformen gefunden wurden (z. B. Rundlinge und Angerdörfer), die es in dieser Form im Altsiedelland noch nicht gegeben hatte. Jedoch verlief die Einbeziehung der slawischen Bevölkerung nicht durchgehend friedlich, wie die Slawenfeldzüge Heinrichs I., der Slawenaufstand von 983 oder der Abodritenaufstand von 1066 zeigen.
Größtenteils wurden die deutschsprachigen Zuwanderer von den dortigen Landesfürsten, welche aufgrund von Treueiden an das Kaiserreich die Territorien als Lehen zum Regieren erhalten hatten, ins Land gerufen, um siedlungsarme oder gänzlich siedlungsfreie Flächen zu kolonisieren. Eine Verdrängung der bereits ansässigen Bevölkerung hätte aus Sicht der lokalen Herrscher keinen Sinn ergeben, zumal ihnen an einer möglichst hohen Anzahl von Untertanen gelegen war, die ihre Macht mehrten. Dabei gab es oft an einem Siedlungsplatz deutsche und slawische Ortsteile nebeneinander. Die Assimilierung und sprachliche Germanisierung der Slawen vollzog sich schleichend über Jahrhunderte und wurde durch gerichtliche Verbote des Sorbischen unterstützt. In der Lausitz konnte sich ein Teil der Sorben trotz ihrer insulären Lage im deutschen Sprachgebiet der vollständigen Germanisierung entziehen, wenngleich besonders die niedersorbische Sprache heute als stark gefährdet angesehen werden muss.

### Preußen und Deutsches Kaiserreich im 19. Jahrhundert

#### Germanisierung der Polen
Nach dem Zusammenbruch der napoleonischen Vorherrschaft und des Herzogtums Warschau erhielt Preußen auf dem Wiener Kongress 1815 den Westteil der 1807 eingebüßten Provinz Südpreußen wieder zurück und formierte ihn zum Großherzogtum Posen. Das Großherzogtum war 1815 aus zwei Teilen gebildet worden: aus demjenigen Teil des im Zuge der zweiten Teilung Polens 1793 von Preußen annektierten und 1807 durch den Tilsiter Frieden verlorenen Gebiets, den es durch den Wiener Kongress zurück empfangen hatte, und aus demjenigen Teil des Netzedistrikts, der 1807 dem Herzogtum Warschau einverleibt worden war und den es ebenfalls zurückerhielt. In der Schlussakte des Wiener Kongresses hatte Preußen sich verpflichtet, den polnischen Untertanen die Bewahrung des Volkstums zu sichern und dem Großherzogtum einige wirtschaftliche Vorteile auf Gegenseitigkeit mit dem Königreich Polen zu gewähren. Das Gebiet um Schermeisel wurde hingegen in der Provinz Brandenburg eingegliedert. Der Nordwesten des vormaligen Netzedistrikts um Deutsch Krone und Flatow verblieb bei der Provinz Westpreußen, in die er 1807 umgegliedert worden war. Das Großherzogtum Posen lag, wie auch das eigentliche „Königreich Preußen“ (die Provinzen Ost- und Westpreußen), sowie das Gebiet der ehemaligen Starostei Draheim, außerhalb der Ostgrenze des Deutschen Bundes, die im Vergleich mit der Ostgrenze des Heiligen Römischen Reiches (Altes Reich) nur um die Lande Lauenburg und Bütow sowie das Schermeisel-Gebiet erweitert worden war. Bei Wahlen für die kommunale Selbstverwaltung der Städte und Gemeinden und den Provinziallandtag (poln. Sejm Wielkiego Księstwa Poznańskiego) und zu anderen Provinzorganen gab es hinsichtlich der Sprache der gewählten Vertreter keine gesetzlichen Bestimmungen. Das Großherzogtum Posen war die einzige preußische Provinz mit nicht-deutscher Bevölkerungsmehrheit.  Der preußische Staat behandelte seine Bewohner zunächst offiziell gleich. Die Polen erfuhren demnach im Vergleich zu den Deutschen keinerlei formelle Einschränkungen, das Polnische wurde zunächst in Schulen und Behörden gebraucht. Auch gegenüber der polnischen Oberschicht, bei der die Erinnerung an den von ihr getragenen polnischen Staat noch lebendig war, zeigte sich die preußische Politik zunächst entgegenkommend. Auch wurde der Adler des untergegangenen polnischen Staates ins Provinzwappen integriert. Am Beispiel des zum Statthalter des Großherzogtums ernannten Anton Radziwiłł wird deutlich, dass Teile der polnischen Nationalbewegung bereit waren, sich mit dem preußischen Staat zu arrangieren.
Nach dem Novemberaufstand in Kongresspolen gegen die Herrschaft des russischen Zaren 1830 wurde die Sonderstellung des Großherzogtums Posen innerhalb des preußischen Staatswesens jedoch eingeschränkt. Unter dem preußischen Oberpräsidenten Eduard von Flottwell intensivierte sich die systematische Verdrängung der Polen aus öffentlichen Ämtern und der polnischen Sprache aus dem Bildungswesen. 1831 hob Friedrich Wilhelm III. die Posener Statthalterschaft auf. Dieses Vorgehen sollte auch die preußische Freundschaft mit Russland festigen, als die politisch führenden konservativen Kreise Preußens befürchteten, Polen könne zum Ausgangspunkt einer liberalen revolutionären Befreiungsbewegung in Europa werden – was das Ende des Systems der Heiligen Allianz bedeutet hätte. Im Jahr 1846 wurde ein im Gefolge des Krakauer Aufstandes geplanter Aufstand polnischer Nationalisten im Großherzogtum Posen aufgedeckt. Gegen die Beteiligten kam es 1847 zum sogenannten Polenprozess. Nach dem Beginn der Revolution von 1848 kam ein Aufstand zum Ausbruch. Dieser wurde bald niedergeschlagen. Die Deutschen in der Provinz richteten sich an den Bundestag, der noch im April vorschlug, deutsche Sprachgebiete der Provinz in den nun zu bildenden deutschen Staat aufzunehmen. Die Frankfurter Nationalversammlung versuchte eine Teilung der Provinz; im Rest sollten die Polen sich selbst organisieren. Während der Behandlung dieser Posen-Frage wurde das Gebiet für die Polen allerdings immer kleiner. Im nunmehr konstitutionellen Preußen wurden die letzten Reste besonderer Vorrechte des Großherzogtums Posen beseitigt und das Gebiet wie jede andere Provinz umbenannt und organisiert.
Preußen als Ganzes (und damit die Provinzen Posen und Westpreußen) wurden 1866 ein Gliedstaat des Norddeutschen Bundes und 1871 des Deutschen Kaiserreiches. Die Polen waren nun nicht mehr nur Bürger des in nationaler Hinsicht zumindest nominell neutralen Preußen, sondern eine polnischsprachige Minderheit innerhalb eines sich als deutsch verstehenden Staates und sahen sich bald in mehrerlei Hinsicht gezielter staatlicher Ausgrenzung ausgesetzt. Innerhalb des deutschen Kaiserreichs betrieb das Königreich Preußen gegenüber seinen Bürgern polnischer Herkunft in den östlichen Provinzen Westpreußen und Posen, durch die Teilungen Polens erworben, eine Politik der Zurückdrängung der polnischen Sprache und Kultur. Im Zuge des Kulturkampfes schwer wog die Diskriminierung des Katholizismus, dem die meisten Polen angehörten (während die Deutschen in der Provinzen Posen und Westpreußen überwiegend evangelisch waren). Der polnische Schulunterricht wurde systematisch zurückgedrängt. 1873 wurde in der Provinz Posen und in Westpreußen Deutsch als alleinige Unterrichtssprache in Volksschulen eingeführt, die Zehntausende von Schülern nicht verstanden. Ausnahme blieben die Fächer Religion und der Kirchengesang. Mieczysław Halka Ledóchowski, seit 1866 Erzbischof von Gnesen und Posen und Primas von Polen, wurde zu zwei Jahren Haft wegen Verstoß gegen den Kanzelparagraphen verurteilt und im Februar 1874 in Ostrowo inhaftiert. Pius IX. ernannte ihn im März 1875 zum Kardinal. Ledóchowski wurde daraufhin freigelassen und verbannt; er ging nach Rom ins Exil. 1876 und 1877 wurde in bei Behörden und an den Gerichten statt der vorherigen Zweisprachigkeit nur noch das Deutsche erlaubt. Einen Umschwung gab es auch hinsichtlich des Kräfteverhältnisses zwischen den Sprachgruppen. Etwa 35.000 Polen (Bürger Russlands und von Österreich-Ungarn) wurden ab 1885 bei den vor allem antipolnisch motivierten Polenausweisungen aus dem Königreich Preußen ausgewiesen, von denen etwa 10.000 polnische und russische Juden waren. War der Anteil der Deutschen bis 1890 durch Polenausweisungen sowie durch Assimilation vor allem der meisten der ursprünglich nicht wenigen polnischen Protestanten von unter 30 % auf fast 38 % angewachsen, wurde diese Entwicklung nun rückläufig. Gründe waren zum einen die höhere Geburtenrate der Polen, zum anderen migrierten mehr Deutsche in die Industriegebiete des Reiches (damals Ostflucht genannt). Maßnahmen zur Erhöhung ihres Anteils, besonders die Gründung der Preußischen Ansiedlungskommission, die Land von Polen kaufen sollte und nur auswärtigen Deutschen zum Kauf zwecks Ansiedlung anbot, konnten diese Entwicklungen kaum ausgleichen, sondern verschärften den nationalpolitischen Konflikt und trieben die lange Zeit politisch passive polnische Landbevölkerung der polnischen Nationalbewegung zu; sie sehnten die Errichtung eines unabhängigen Polen unter Einschluss Posens und Westpreußens herbei. Im Gegensatz zu den Dänen stellten die Polen eine größere, geschlossene Gruppe dar, waren zahlenmäßig stärker und wussten sich wirtschaftlich zu organisieren. Die Provinzen Posen und Westpreußens wurden zu einem Schauplatz der Auseinandersetzung zwischen der polnischen Nationalbewegung und den preußischen Behörden. Je mehr Maßnahmen der Staat ergriff, desto stärker wurden die polnischen Verteidigungsbemühungen. Obwohl die Unzufriedenheit der Polen anfangs sich vor allem gegen die deutschen Behörden statt Mitbewohner richtete, während das alltägliche Zusammenleben der Sprachgruppen friedlich war, dieses änderte sich nach der Gründung des Deutschen Ostmarkenvereins. Die preußische Staat versuchte, die polnische Sprache endgültig aus Schule, Sonntagskatechese und Verwaltung zu verdrängen, was im Wreschener Schulstreik 1901 seinen symbolischen – und später romantisierten – Höhepunkt fand. Die Weigerung polnischer Kinder von Wreschen – trotz mehrstündiger körperlicher Züchtigung durch die Lehrer – in deutscher Sprache zu antworten, führte zur Verurteilung von 25 Personen zu Haftstrafen von insgesamt über 17 Jahren. Dies löste eine Welle von Solidaritätsprotesten aus, die bis 1904 ca. 75.000 Kinder in 800 Schulen der Provinz Posen umschlossen. Parallel dazu sollten die polnischen Grundbesitzer vertrieben werden, teils mit gezieltem Landaufkauf, teils mit Repressalien (Hausbauverbot). Nachdem das „Gesetz, betr. die Gründung neuer Ansiedlungen“ in 1904 novelliert wurde, die preußischen Behörden wurden ermächtigt, das Bauvorhaben zu verhindern, um die weitere Ansiedlung von ortsfremden Polen in den preußischen Provinzen Posen und Westpreußen zu verhindern. Der Bauer Michał Drzymała bewohnte deshalb alte Nebengebäude, aber die Behörden verboten ihm dort eine Feuerstätte zu betreiben. Daraufhin kaufte Drzymała einen ausrangierten, heizbaren Zirkuswagen und ließ sich dort mit seiner Familie nieder. Um die Bauvorschriften zu umgehen, verschob er den Wagen regelmäßig geringfügig innerhalb des Grundstückes. Das brachte ihm ein großes Aufsehen im damals dreigeteilten Polen ein. Bald wurde ein durch Spenden finanzierter neuer Wohnwagen gekauft. Nach einigen Jahren ständiger Rechtsstreitigkeiten musste Drzymała jedoch kapitulieren und das Grundstück 1909 wieder verkaufen. Als Höhepunkt wurde 1908 das Reichsvereinsgesetz erlassen, das fremdsprachige Versammlungen nur noch an Orten mit mehr als 60 % fremdsprachiger Bevölkerung erlaubte. Das sollte vor allem das polnische Vereinswesen treffen.

#### Germanisierung der Niederländer
Die niederländische Sprache am Niederrhein wurde vom preußischen Staat ebenfalls bekämpft. Die relative Toleranz in Sprachfragen, die Preußen noch im 18. Jahrhundert gegenüber der Verwendung des Niederländischen in seinen niederrheinischen Provinzen hatte walten lassen, wich im 19. Jahrhundert einer rigiden aktiven Sprachpolitik, deren Ziel die vollständige Verdrängung des Niederländischen und die Etablierung des Deutschen als alleiniger Standard- und Schriftsprache war. So wurde 1827 in Kleve und Preußisch-Geldern der Gebrauch der niederländischen Sprache in Elementarschule und Kirche verboten. Mit dem Verlust der letzten öffentlichen Domänen ist das Niederländische auch aus der privaten Schriftlichkeit (Anschreibebücher, Tagebücher, Briefe) weitestgehend verschwunden. Dennoch wurde im Klevischen bis in die letzten Jahrzehnten des 19. Jahrhunderts hinein in den Kirchen niederländisch heimlich gesprochen und gelehrt, so dass es um 1900 noch 80.361 niederländischsprachige Einwohner des deutschen Kaiserreiches gab.

#### Germanisierung der Dänen
Im gleichen Zeitraum wurde auch gegenüber den Dänen in dem seit dem Deutsch-Dänischen Krieg 1864 deutschen Schleswig (auch Süderjütland) eine repressive Sprachenpolitik ausgeübt. In Nordschleswig wurden die Schulen 1878 zur Hälfte deutschsprachig, und 1888 wurde Deutsch schließlich einzige Schulsprache, mit Ausnahme von vier Wochenstunden Religion. Im gleichen Jahr schlossen die Behörden die letzte dänische Privatschule.

### Zeit des Nationalsozialismus
Im Zuge der Volkstumspolitik, ein sogenanntes Großdeutsches Reich zu schaffen, gingen die Nationalsozialisten insbesondere in den besetzten Ostgebieten gegen Menschen und Institutionen nichtdeutscher Nationalitäten und Kulturen vor und versuchten, sie zu assimilieren, zu vertreiben oder auszurotten – auch durch Völkermord. Hauptziel war es, die angestammten Sitten und Sprachen nichtdeutscher Minderheiten zu vernichten (sogenannte Entnationalisierung) und ein kulturell, sprachlich und „rassisch“ einheitliches deutsches Siedlungsgebiet zu schaffen.
Dieses Ziel wurde mit unterschiedlichen Maßnahmen verfolgt, :
- Ortsumbenennungen. Die Verdeutschung fremdländischer Ortsnamen stand im nationalsozialistischen Deutschland unter der Federführung des Reichsministeriums für Wissenschaft, Erziehung und Volksbildung. Davon betroffen waren zunächst vor allem slawische Ortsnamen wie in Schlesien, Ost- und Westpreußen und der Lausitz oder französische im Saarland (Saarlouis in Saarlautern). Die von den Regierungspräsidien für die Umbenennung vorgeschlagenen Ortschaften erhielten von einer Expertenkommission bestehend aus Sprachwissenschaftlern, Lektoren und Archivaren ihren neuen germanisierten Namen. In Schlesien geschah dies bereits ab 1934 und in Ostpreußen, wo von dieser Maßnahme in manchen Landkreisen bis zu 70 % der Dörfer betroffen waren, zwischen August 1937 und Juli 1938. In den später besetzten Gebieten wie beispielsweise im Wartheland (Łódź in Litzmannstadt) entschieden in der Regel untere Dienststellen über die neuen Namen. Nach dem Zweiten Weltkrieg wurden in den nun zu Polen und der Sowjetunion (Oblast Kaliningrad) gehörenden Gebieten die Umbenennungen der slawischen Ortsnamen revidiert und nach und nach auch die ursprünglich deutschen Namen vollständig den Landessprachen angepasst. In der Sowjetischen Besatzungszone bzw. in der DDR blieb insbesondere in Brandenburg ein größerer Teil der germanisierten Ortsnamen erhalten, während in Sachsen die meisten umbenannten Orte ihre ursprünglichen Namen zwischen 1945 und 1947 zurückerhielten.[17]
- Verbot anderer Sprachen als der deutschen in Publikationen, in Presseerzeugnissen, Schulen und teilweise auch in Kirchen.
- Besonders in Polen wurden höhere Bildungseinrichtungen geschlossen und die polnischsprachige Bildungselite verfolgt und teilweise – etwa in Konzentrationslagern – ermordet. Besonders bekannt wurde auch die Verhaftung, Internierung und teilweise Ermordung der Professoren der Universität Krakau in der ‚Sonderaktion Krakau‘. Weiterhin wurden Schulen und Universitäten auch in den besetzten Gebieten der Sowjetunion (Reichskommissariat Ostland, Reichskommissariat Ukraine) geschlossen. In der Lausitz wurden v. a. sorbische Lehrer und Pfarrer, die als Multiplikatoren sorbischer Sprache und Identität galten, in deutschsprachige Gegenden versetzt und durch Deutsche ersetzt; die Tätigkeit sorbischer Organisationen und die Herausgabe sorbischsprachiger Veröffentlichungen wurden schrittweise verboten.
- Polen, die sich am Erhalt der polnischen Kultur beteiligten, wurden in Vernichtungslager deportiert. In den besetzten Gebieten der Sowjetunion geschah Ähnliches.
- Polnische, russische, belarussische und ukrainische Kinder wurden ihren Familien entrissen und gezielt in deutsche Familien gegeben, um sie kulturell zu Deutschen zu machen (siehe auch: Hauptamt Volksdeutsche Mittelstelle und Lebensborn).[18]
- Nach der Rassenideologie sollten im Rahmen der Gewinnung von „Lebensraum im Osten“ die meisten Polen, Russen, Belarussen und Ukrainer umgesiedelt werden, z. T. als Landarbeiter in die eroberten Ostprovinzen, z. T. nach hinter dem Ural, während eine Minderheit der Westslawen und Balten, die nach dem nationalsozialistischen Verständnis als rassisch wertvoll bezeichnet wurden, „germanisiert“ werden sollte. Dazu erhielten sie eingedeutschte Vor- und Nachnamen und erlangten durch Eintragung in die Deutsche Volksliste die deutsche Staatsangehörigkeit.

In Mein Kampf machte Adolf Hitler deutlich:

„Da das Volkstum, besser die Rasse, eben nicht in der Sprache liegt, sondern im Blute, würde man von einer Germanisation erst dann sprechen dürfen, wenn es gelänge, durch einen solchen Prozeß das Blut der Unterlegenen umzuwandeln. Das aber ist unmöglich.“

Aus diesem Grund zielte die nationalsozialistische Politik nicht nur auf die sprachliche Germanisierung, sondern auch auf die Verdrängung nichtdeutscher Völker (Polen, Russen etc.) bzw. auf deren „Eindeutschung“ bzw. „Aufnordung“ (siehe auch: Generalplan Ost, Hungerplan).

## Film
- Blutiger Boden, deutscher Raum. Die Siedlungspläne der SS, Dokumentarfilm, 52 min, ORF/3sat/Hengster Filmproduktion 2024, Buch und Regie: Andreas Kurz.